# 软体动物的进化
软体动物的进化是指软体动物的演化過程。在寒武纪時期腹足纲、头足纲和双壳纲就已經出現。除鹦鹉螺外，所有有外壳的鹦鹉螺亚纲物種在白垩纪末期都已灭绝。 然而无壳的蛸亞綱物種（例如管魷目、八腕目、墨鱼目下物種）如今数量非常丰富。 